# Yu Anhui
Pour les articles homonymes, voir Yu.
Yu Anhui née le 30 avril 2001, est une joueuse chinoise de hockey sur gazon.

## Carrière
Elle a fait ses débuts en janvier 2022 à Mascate pour concourir à Coupe d'Asie 2022.